# James Newton Howard
Pour les articles homonymes, voir James Howard et Howard.
James Newton Howard, né le 9 juin 1951 à Los Angeles (Californie), est un claviériste, compositeur et orchestrateur américain. Il compose principalement des musiques de film. Il a été nommé et récompensé à maintes reprises pour ses œuvres musicales. Il a aussi œuvré avec Elton John et Crosby, Stills & Nash, en plus de produire trois albums solos dont le dernier, James Newton Howard & Friends en 1984, en collaboration avec les frères Porcaro et David Paich du groupe Toto.

## Biographie

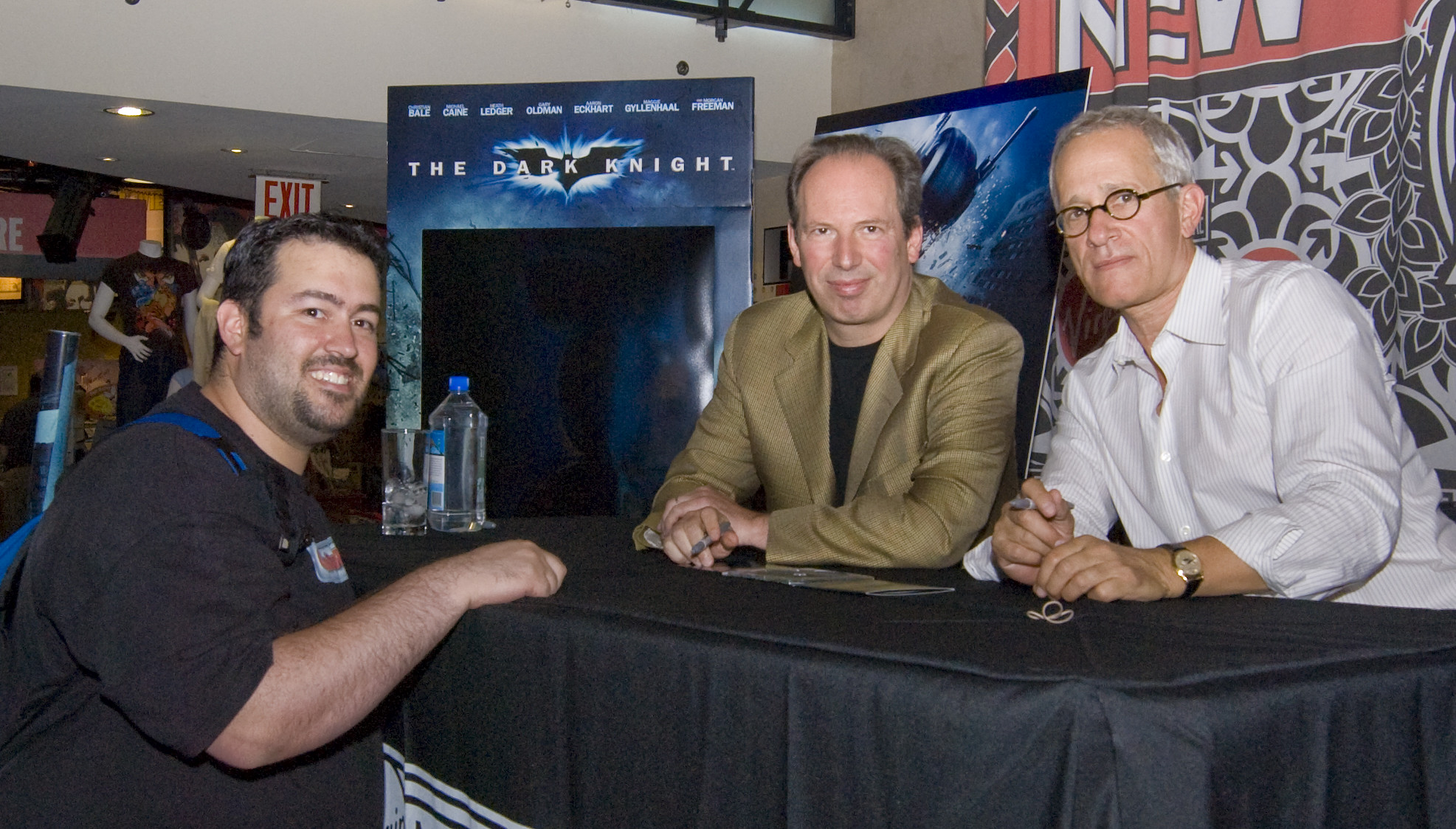
Hans Zimmer au centre et James Newton Howard (à droite) lors de la première du film The Dark Knight en 2008.

James Newton Howard a commencé à étudier la musique jeune, et a continué à l’école de Thacher à Ojai, en Californie, l’académie de musique à l'ouest de Santa Barbara. Il s’est ensuite spécialisé dans le piano à l’Université de Californie du Sud. Il suit Elton John comme claviériste à la fin des années 1970 et au début des années 1980. Il écrit aussi les arrangements de plusieurs des chansons d'Elton au cours de cette période. On lui doit notamment le célèbre arrangement pour cordes sur Don't Go Breaking My Heart et Sorry Seems To Be The Hardest Word. Il suit ensuite Graham Nash (de Crosby, Stills, Nash and Young) avant de commencer une carrière dans la musique de film au milieu des années 1980. Il collabore brièvement avec Elton John en 1987 en conduisant le Melbourne Symphony Orchestra, où le chanteur exécutait un setlist des chansons « orchestrées » de son catalogue.
Le studio personnel de James est situé à Santa Monica en Californie. Il y écrit ses chansons avant de les envoyer aux différents studios pour l'enregistrement orchestral. Le principal d'entre eux, Todd-AO, est localisé à Burbank, à une vingtaine de kilomètres de Santa Monica.
Il a notamment collaboré avec plusieurs membres du groupe californien Toto, dont Steve Porcaro (lui aussi compositeur de musiques de film), avec David Paich, Joe Porcaro et Jeff Porcaro. Ces derniers ont d'ailleurs réalisé un album en commun intitulé James Newton Howard & Friends.
En 1994, il compose le générique de la série télévisée à succès, Urgences.
Depuis 1999 et le succès du film Sixième Sens, il développe une collaboration privilégiée avec le réalisateur M. Night Shyamalan, pour lequel il a composé notamment les partitions de Incassable, Signes, La Jeune Fille de l'eau et Le Village. Cette dernière partition a été sélectionnée aux Oscars 2005 dans la catégorie Meilleure musique de film. Leur dernière collaboration remonte en 2013 avec After Earth.
En 2005, il participe à la bande originale de Batman Begins de Christopher Nolan avec son ami Hans Zimmer. Les deux compositeurs réitèrent leur duo en 2008 avec The Dark Knight du même réalisateur.

### Vie privée
En fouillant dans l'histoire de sa famille, 25 ans après la mort de son père, James Newton Howard a appris que son père était Juif et que le nom de famille original de la famille était « Horowitz ». Bien qu'il ait été élevé protestant, Howard est devenu plus tard un juif reconstructionniste après avoir appris que son père était juif,,.
James Newton Howard a été marié à l'actrice Rosanna Arquette en 1986. Entre 1990 et 1991, il a une relation avec Barbra Streisand. Il épouse ensuite Sophie Howard, avec qui il aura un fils,.

## Discographie

### Solo
- 1974 : James Newton Howard
- 1976 : James Newton Howard
- 1984 : James Newton Howard & Friends - Avec Steve Porcaro, David Paich, Jeff Porcaro, Joe Porcaro

### Collaborations
- 1975 : Rock of the Westies de Elton John - James claviers
- 1976 : Blue Moves de Elton John - James synthétiseur, piano, Fender Rhodes, orgue, mellotron, clavinet
- 1977 : China de China - James claviers sur tout l'album - Coproduit par Elton John et Clive Franks
- 1980 : 21 at 33 de Elton John - James piano, claviers
- 1981 : The Fox de Elton John - James synthétiseurs, vocoder, Fender Rhodes, orgue Hammond, arrangements
- 1982 : Jump Up! de Elton John - James synthétiseurs, piano électrique, arrangement des cordes et cuivres
- 1982 : Daylight Again de Crosby, Stills & Nash - James claviers sur 1 chanson
- 1983 : Allies de Crosby, Stills & Nash - James claviers sur 5 chansons.
- 1983 : Too Low for Zero de Elton John - James arrangements des cordes et synthétiseurs
- 1985 : Ice on Fire de Elton John - James arrangements de cordes sur 2 chansons
- 1986 : Leather Jackets de Elton John - James arrangements des cordes et direction de l'orchestre sur 1 chanson
- 1987 : Live in Australia with the Melbourne Symphony Orchestra de Elton John - James arrangements des cordes et direction de l'orchestre

## Filmographie

### Cinéma

#### Années 1980
- 1985 : Head Office de Ken Finkleman
- 1986 : Femme de choc (Wildcats) de Michael Ritchie (cocompositeur avec Hawk Wolinski)
- 1986 : Huit millions de façons de mourir (8 Million Ways to Die) d'Hal Ashby
- 1986 : Coup double (Tough Guys) de Jeff Kanew
- 1986 : Nobody's Fool d'Evelyn Purcell
- 1987 : Campus Man de Ron Casden
- 1987 : Promised Land de Michael Hoffman
- 1987 : Five Corners de Tony Bill
- 1987 : Russkies de Rick Rosenthal
- 1988 : Saigon l'enfer pour deux flics (Off Limits) de Christopher Crowe
- 1988 : Some Girls de Michael Hoffman
- 1988 : Everybody's All-American de Taylor Hackford
- 1989 : Tap de Nick Castle
- 1989 : Les Indians (Major League) de David S. Ward
- 1989 : Opération Crépuscule (The Package) d'Andrew Davis

#### Années 1990
- 1990 : Coupe de Ville de Joe Roth
- 1990 : Pretty Woman de Garry Marshall
- 1990 : L'Expérience interdite (Flatliners) de Joel Schumacher
- 1990 : Désigné pour mourir (Marked for Death) de Dwight H. Little
- 1990 : Tels pères, telle fille (Three Men and a Little Lady) d'Emile Ardolino
- 1991 : King Ralph de David S. Ward
- 1991 : La Liste noire (Guilty by Suspicion) d'Irwin Winkler
- 1991 : Le Choix d'aimer (Dying Young) de Joel Schumacher
- 1991 : Un été en Louisiane (The Man in the Moon) de Robert Mulligan
- 1991 : My Girl d'Howard Zieff
- 1991 : Le Prince des marées (The Prince of Tides) de Barbra Streisand
- 1991 : Grand Canyon de Lawrence Kasdan
- 1992 : La Nuit du défi (Diggstown) de Michael Ritchie
- 1992 : Glengarry de James Foley
- 1992 : American Heart de Martin Bell
- 1992 : La loi de la nuit (Night and the City) d'Irwin Winkler
- 1993 : Les Survivants (Alive) de Frank Marshall
- 1993 : Chute libre (Falling Down) de Joel Schumacher
- 1993 : Président d'un jour (Dave) d'Ivan Reitman
- 1993 : Le Fugitif (The Fugitive) d'Andrew Davis
- 1993 : Le Saint de Manhattan (The Saint of Fort Washington) de Tim Hunter
- 1994 : Intersection de Mark Rydell
- 1994 : Wyatt Earp de Lawrence Kasdan
- 1994 : Junior d'Ivan Reitman
- 1994 : Le Cygne et la Princesse (The Swan Princess) de Richard Rich
- 1995 : Juste cause (Just Cause) d'Arne Glimcher
- 1995 : Alerte ! (Outbreak) de Wolfgang Petersen
- 1995 : French Kiss de Lawrence Kasdan
- 1995 : Waterworld de Kevin Reynolds
- 1995 : Le Don du roi (Restoration) de Michael Hoffman
- 1996 : Au-delà des lois (Eye for an eye) de John Schlesinger
- 1996 : La Jurée (The Juror) de Brian Gibson
- 1996 : Peur primale (Primal Fear) de Gregory Hoblit
- 1996 : Réactions en chaîne (The Trigger Effect) de David Koepp
- 1996 : Space Jam de Joe Pytka
- 1996 : Un beau jour (One Fine Day) de Michael Hoffman
- 1997 : Le Pic de Dante (Dante's Peak) de Roger Donaldson (love theme)
- 1997 : Romy et Michelle, 10 ans après (Romy and Michele's High School Reunion) de David Mirkin (cocompositeur avec Steve Bartek
- 1997 : La Fête des pères (Fathers' Day) d'Ivan Reitman
- 1997 : Le Mariage de mon meilleur ami (My Best Friend's Wedding) de P. J. Hogan
- 1997 : L'Associé du diable (The Devil's Advocate) de Taylor Hackford
- 1997 : Postman (The Postman) de Kevin Costner
- 1998 : Meurtre parfait (A Perfect Murder) d'Andrew Davis
- 1999 : Just married (ou presque) (Runaway Bride) de Garry Marshall
- 1999 : Hypnose (Stir of Echoes) de David Koepp
- 1999 : Sixième Sens (The Sixth Sense) de M. Night Shyamalan
- 1999 : Mumford de Lawrence Kasdan
- 1999 : La neige tombait sur les cèdres (Snow Falling on Cedars) de Scott Hicks
- 1999 : Wayward Son de Randall Harris (cocompositeur avec Steve Porcaro)

#### Années 2000
- 2000 : Dinosaure (Dinosaur) d'Eric Leighton
- 2000 : Incassable (Unbreakable) de M. Night Shyamalan
- 2000 : Vertical Limit de Martin Campbell
- 2001 : Atlantide, l'empire perdu (Atlantis, the Lost Empire) de Gary Trousdale et Kirk Wise
- 2001 : Couple de stars (America's Sweethearts) de Joe Roth
- 2002 : Big Trouble de Barry Sonnenfeld
- 2002 : Signes (Signs) de M. Night Shyamalan
- 2002 : Amours suspectes (Unconditional Love) de P. J. Hogan
- 2002 : Le Club des empereurs (The Emperor's Club) de Michael Hoffman
- 2002 : La Planète au trésor, un nouvel univers (Treasure Planet) de Ron Clements et John Musker
- 2003 : Dreamcatcher de Lawrence Kasdan
- 2003 : Peter Pan de P. J. Hogan
- 2004 : Hidalgo de Joe Johnston
- 2004 : Le Village (The Village) de M. Night Shyamalan
- 2004 : Collatéral (Collateral) de Michael Mann
- 2005 : L'Interprète (The Interpreter) de Sydney Pollack
- 2005 : Batman Begins de Christopher Nolan (cocompositeur avec Hans Zimmer)
- 2005 : King Kong de Peter Jackson
- 2006 : La Couleur du crime (Freedomland) de Joe Roth
- 2006 : Camping Car de Barry Sonnenfeld
- 2006 : La Jeune Fille de l'eau (Lady in the Water) de M. Night Shyamalan
- 2006 : Blood Diamond d'Edward Zwick
- 2007 : The Lookout de Scott Frank
- 2007 : Michael Clayton de Tony Gilroy
- 2007 : Le Dragon des mers : La Dernière Légende (The Water Horse: Legend of the Deep) de Jay Russell
- 2007 : Je suis une Légende (I Am Legend) de Francis Lawrence
- 2007 : La Guerre selon Charlie Wilson (Charlie Wilson's War) de Mike Nichols
- 2007 : The Great Debaters de Denzel Washington (cocompositeur avec Peter Golub)
- 2008 : Mad Money de Callie Courie (cocompositeur avec Marty Davich)
- 2008 : Phénomènes (The Happening) de M. Night Shyamalan
- 2008 : The Dark Knight de Christopher Nolan (cocompositeur avec Hans Zimmer)
- 2008 : Les Insurgés (Defiance) d'Edward Zwick
- 2008 : Confessions d'une accro au shopping (Confessions of a Shopaholic) de P. J. Hogan
- 2009 : Duplicity de Tony Gilroy

#### Années 2010
- 2010 : Nanny McPhee et le Big Bang (Nanny McPhee and the Big Bang) de Susanna White
- 2010 : Le Dernier Maître de l'air (The Last Airbender) de M. Night Shyamalan
- 2010 : Salt de Phillip Noyce
- 2010 : État de choc (Inhale) de Baltasar Kormákur
- 2010 : Love, et autres drogues (Love and Other Drugs) d'Edward Zwick
- 2010 : The Tourist de Florian Henckel von Donnersmarck
- 2011 : The Green Hornet de Michel Gondry
- 2011 : Gnoméo et Juliette (Gnomeo and Juliet) de Kelly Asbury
- 2011 : De l'eau pour les éléphants (Water for Elephants) de Francis Lawrence
- 2011 : Green Lantern de Martin Campbell
- 2011 : Il n'est jamais trop tard (Larry Crowne) de Tom Hanks
- 2012 : Freeway et nous (Darling Companion) de Lawrence Kasdan
- 2012 : Hunger Games (The Hunger Games) de Gary Ross
- 2012 : Blanche-Neige et le Chasseur (Snow White & the Huntsman) de Rupert Sanders
- 2012 : Jason Bourne : L'Héritage (The Bourne Legacy) de Tony Gilroy
- 2013 : After Earth de M. Night Shyamalan
- 2013 : Parkland de Peter Landesman
- 2013 : Hunger Games : L'Embrasement (Catching Fire) de Francis Lawrence
- 2014 : Maléfique (Maleficent) de Robert Stromberg
- 2014 : Hell Town (Cut Bank) de Matt Shakman
- 2014 : Night Call (Nightcrawler) de Dan Gilroy
- 2014 : Le Prodige (Pawn Sacrifice) d'Edward Zwick
- 2014 : Hunger Games : La Révolte, partie 1 (The Hunger Games: Mockingjay - Part 1) de Francis Lawrence
- 2015 : Hunger Games : La Révolte, partie 2 (The Hunger Games: Mockingjay - Part 2) de Francis Lawrence
- 2015 : Seul contre tous (Concussion) de Peter Landesman
- 2016 : Le Chasseur et la Reine des glaces (The Huntsman: Winter's War) de Cédric Nicolas-Troyan
- 2016 : Les Animaux fantastiques (Fantastic Beasts and Where to Find Them) de David Yates
- 2017 : Detroit de Kathryn Bigelow
- 2017 : L'Affaire Roman J. (Roman J. Israel, Esq.) de Dan Gilroy
- 2018 : Red Sparrow de Francis Lawrence
- 2018 : Casse-Noisette et les Quatre Royaumes (The Nutcracker and the Four Realms) de Lasse Hallström et Joe Johnston
- 2018 : Les Animaux fantastiques : Les Crimes de Grindelwald (Fantastic Beasts: The Crimes of Grindelwald) de David Yates
- 2019 : Une vie cachée (A Hidden Life) de Terrence Malick

#### Années 2020
- 2020 : La Mission (News of the World) de Paul Greengrass
- 2021 : Raya et le Dernier Dragon (Raya and the Last Dragon) de Don Hall et Carlos López Estrada
- 2021 : Jungle Cruise de Jaume Collet-Serra
- 2022 : Les Animaux fantastiques : Les Secrets de Dumbledore (Fantastic Beasts: The Secrets of Dumbledore)
- 2023 : Marchands de douleur (Pain Hustlers) de David Yates
- 2023 : Hunger Games : La Ballade du serpent et de l'oiseau chanteur (The Ballad of Songbirds and Snakes) de Francis Lawrence
- 2025 : The Lost Bus de Paul Greengrass

### Télévision

#### Séries télévisées
- 1987 : Trying Times de Sheldon Larry
- 1989 : Men de Peter Werner (pilote)
- 1992: 2000 Malibu Road de Terry Louise Fisher (thème principal)
- 1994 : Urgences (ER) de Michael Crichton (musique de Marty Davich) (thème principal, pilote)
- 1996 : The Sentinel de Danny Bilson (musique de John M. Keane) (thème principal)
- 1998 : De la Terre à la Lune (From the Earth to the Moon) de Frank Marshall (épisode n°6)
- 2000 : Gideon's Crossing de Tony Bill (musique de Steve Porcaro) (thème principal)
- 2015 : What Lives Inside (mini-série) (1 épisode)
- 2017 : Les Désastreuses Aventures des orphelins Baudelaire (A Series of Unfortunate Events) (8 épisodes)
- 2020 : Emily in Paris (10 épisodes)
- 2023 : Toute la lumière que nous ne pouvons voir (All the Light We Cannot See) (mini-série) (4 épisodes) de Shawn Levy

#### Téléfilms
- 1988 : La délivrance (Go toward the light) de Mike Robe
- 1990 : Cas de conscience (The Image) de Peter Werner
- 1990 : Contre toute évidence (Revealing Evidence: Stalking the Honolulu Strangle) de Michael Switzer
- 1990 : Somebody Has to Shoot the Picture (en) de Frank Pierson
- 1990 : Descending Angel de Jeremy Paul Kagan
- 1992 : Le Choix d'une mère (A Private Matter) de Joan Micklin Silver
- 2016 : All the Way de Jay Roach

#### Documentaires
- 2005 : It's All Gone King Kong de Steve Kemsley et Simon Ragoonanan
- 2005 : Magnifique désolation : marchons sur la Lune de Mark Cowen (musique de Blake Neely) (thème principal)
- 2008 : Youssou Ndour: I Bring What I Love
- 2009 : Previously On: E.R.

### Courts métrages
- 2002 : De entre los zapatos d'Erik Mariñelarena Herrera
- 2006 : Reflections of Lady in the Water (documentaire) de Zak Forsman et Kevin K. Shah
- 2008 : Batman: The Dark Knight de Clint Walker
- 2009 : Wings Over the Rockies (documentaire) de Tod Williams
- 2010 : The Last Shot 2 d'Emilio Rodriguez
- 2010 : The Cover-Up de Ryan Konig
- 2015 : Mini Poppins de William Martinko

## Distinctions

### Récompenses
- ASCAP
  - 1994 : Meilleur film au box-office pour Président d'un jour et Le Fugitif
  - 1995 : Meilleure série pour Urgences
  - 1996 : Meilleure série pour Urgences
  - 1996 : Meilleur film pour Alerte ! et Waterworld
  - 1997 : Meilleure série pour Urgences
  - 1997 : Meilleur film au box-office pour Peur primale et Space Jam
  - 1998 : Meilleure série pour Urgences
  - 1998 : Meilleur film au box-office pour Le Pic de Dante et Le Mariage de mon meilleur ami
  - 1999 : Meilleure série pour Urgences
  - 1999 : Meilleur film au box-office pour Meurtre parfait
  - 2000 : Prix Henry Mancini
  - 2000 : Meilleure série pour Urgences
  - 2000 : Meilleur film au box-office pour Sixième Sens et Just married (ou presque)
  - 2001 : Meilleure série pour Urgences
  - 2001 : Meilleur film au box-office pour Dinosaure
  - 2002 : Meilleure série pour Urgences
  - 2002 : Meilleur film au box-office pour Couple de stars
  - 2003 : Meilleure série pour Urgences
  - 2003 : Meilleur film au box-office pour Signes
  - 2004 : Meilleure série pour Urgences
  - 2005 : Meilleure série pour Urgences
  - 2005 : Meilleur film au box-office pour Collatéral et Le Village
  - 2006 : Meilleure série pour Urgences
  - 2006 : Meilleur film au box-office pour Batman Begins, King Kong et L'Interprète
- Académie des films de science-fiction, fantastique et horreur
  - 2009 : Saturn Award de la meilleure musique pour The Dark Knight : Le Chevalier noir
- Emmy Awards
  - 2001 : Prix du meilleur thème principal Gideon's Crossing
- Grammy Awards
  - 2009 : Prix de la meilleure composition originale pour The Dark Knight : Le Chevalier noir
- Palm Springs International Film Festival
  - 2008 : Prix Frederick Loewe pour la composition de musiques de film
- World Soundtrack Awards
  - 2008 : Composition de l'année pour La Guerre selon Charlie Wilson

### Nominations
- Oscar du cinéma
  - 1992 : Nommé à l'Oscar de la meilleure musique de film pour Le Prince des marées
  - 1994 : Nommé à l'Oscar de la meilleure musique de film pour Le Fugitif
  - 1995 : Nommé à l'Oscar de la meilleure musique de film pour Junior
  - 1997 : Nommé à l'Oscar de la meilleure musique de film pour Un beau jour
  - 1998 : Nommé à l'Oscar de la meilleure musique de film pour Le Mariage de mon meilleur ami
  - 2005 : Nommé à l'Oscar de la meilleure musique de film pour Le Village
  - 2008 : Nommé à l'Oscar de la meilleure musique de film pour Michael Clayton
  - 2009 : Nommé à l'Oscar de la meilleure musique de film pour Les Insurgés
  - 2021 : Nommé à l'Oscar de la meilleure musique de film pour La Mission
- Académie des films de science-fiction, fantastique et horreur
  - 2001 : Nommé au Saturn Award de la meilleure musique pour Dinosaure
  - 2006 : Nommé au Saturn Award de la meilleure musique pour Batman Begins
- Annie Award
  - 2000 : Nommé au prix de la meilleure musique pour Dinosaure
  - 2001 : Nommé au prix de la meilleure musique pour Atlantide, l'empire perdu
- BAFTA Awards
  - 2009 : Nommé au prix de la meilleure musique pour The Dark Knight : Le Chevalier noir
- Broadcast Film Critics Association Awards
  - 2009 : Nommé au prix du meilleur compositeur pour The Dark Knight : Le Chevalier noir
- Emmy Awards
  - 1989 : Nommé au prix de la meilleure musique pour Men
  - 1991 : Nommé au prix de la meilleure musique pour Urgences
- Golden Globes
  - 1995 : Nommé au prix de la meilleure musique originale pour Junior
  - 1997 : Nommé au prix de la meilleure musique originale pour Un beau jour
  - 2006 : Nommé au prix de la meilleure musique originale pour King Kong
  - 2009 : Nommé au prix de la meilleure musique originale pour The Dark Knight : Le Chevalier noir
  - 2021 : Nommé au prix de la meilleure musique originale pour La Mission
- Grammy Awards
  - 1998 : Nommé au prix de la meilleure musique originale pour Un beau jour
  - 2008 : Nommé au prix de la meilleure composition pour Blood Diamond
- Satellite Awards
  - 2000 : Nommé au prix de la meilleure composition originale pour La neige tombait sur les cèdres (Snow Falling on Cedars)
  - 2008 : Nommé au prix de la meilleure composition originale pour The Lookout
- World Soundtrack Awards
  - 2001 : Nommé au prix de la meilleure composition originale pour Atlantide, l'empire perdu
  - 2005 : Nommé au prix de la composition de l'année pour Batman Begins
  - 2006 : Nommé au prix de la composition de l'année et au prix du compositeur de l'année pour King Kong